# Puch bei Hallein
Puch bei Hallein är en ort och kommun i Österrike. Den ligger i distriktet Hallein i förbundslandet Salzburg, 250 kilometer väster om huvudstaden Wien. 
Kommunen består av tre orter (Ortschaften) (inom parentes invånarantal 1 januari 2024):
- Hinterwiestal (160)
- Puch bei Hallein (4 160)
- Sankt Jakob am Thurn (511)